# Maksim Trankov
Maksim Trankov (n. 7 octombrie 1983, Perm, RSFS Rusă, URSS) este un patinator artistic ce a reprezentat Rusia, medaliat olimpic. A participat la 2 ediții ale Jocurilor Olimpice (2010, 2014) în care a câștigat două medalii de aur.